# Bình Nam, Ninh Đức
Bình Nam (tiếng Trung: 屏南县, Hán Việt: Bình Nam huyện) là một huyện ở phía tây địa cấp thị Ninh Đức, tỉnh Phúc Kiến, Cộng hòa Nhân dân Trung Hoa. Huyện này có 4 trấn, 7 hương. Diện tích 1.485 km², dân số 181.000 người.

## Vị trí địa lý
Phía đông nam huyện Bình Nam tiếp giáp với quận Tiêu Thành, phía đông bắc tiếp giáp huyện Chu Ninh, phía bắc tiếp giáp huyện Chính Hòa, phía tây bắc đến tây tiếp giáp huyện cấp thị Kiến Âu, phía tây nam tới nam tiếp giáp huyện Cổ Điền.

## Phân chia hành chính
- Trấn: Cổ Phong, Trường Kiều, Song Khê, Đại Khê
- Hương: Bình Thành, Cam Đường, Đường Khẩu, Hy Lĩnh, Lộ Hạ, Lĩnh Hạ, Thọ Sơn.